# Shakkanakku
Un shakkanakku, ou šakkanakku, également shakkanak, est un titre en vigueur sous la dynastie akkadienne (2340-2200 av. J.-C.) et jusqu'à la fin du IIIe millénaire à Mari, aujourd'hui en Syrie. Il est l'équivalent du « gouverneur » mais l'effondrement de la dynastie akkadienne vers 2200 va provoquer une indépendance totale de ces hauts personnages dont le lignage est connu sous le nom de « dynastie des shakkanakku » et qui vont conserver le nom d'un grade sumérien dont l'équivalent akkadien est « shagin ». Avec l'installation de la dynastie amorrite vers 1810, le titre disparait au profit de celui de « roi ». Les rois d'Ur III, qui dominent la Mésopotamie, pour un siècle, à partir de la fin du XXIIe siècle, n'entravent pas l'indépendance de Mari. L'histoire de cette période est mal connue en raison de la rareté des sources écrites. Mais les sources archéologiques témoignent de la prospérité que connaît la ville à cette époque.  La dynastie des šakkanakku s'effondre probablement dans le courant du XXIe siècle. La période couvrant le XXe siècle est obscure. La ville paraît avoir vécu une période difficile.

## Liste deshakkanakkude Mari
|                                               |  |                                                                    |
| Statue d'Idi-ilum, musée du Louvre, AO 19486. |  | Statue de Puzur-Ishtar, musée archéologique d'Istanbul, inv. 7813. |

Bien qu'il soit impossible d'établir la généalogie de la dynastie, plusieurs shakkanakku sont connus à travers des statues, des dédicaces ou des inscriptions cunéiformes :
- Ishtup-ilum
- Puzur-Ishtar
- Idi-ilum
- Isi-Dagan
- Tûra-Dagan
- Ilum-išar
- A-giš-bil-gi
- Niwar-Mer
- Išma-Dagan